# Bonia saxatilis
Bonia saxatilis är en gräsart som först beskrevs av L.C.Chia, H.L.Fung och Ya Ling Yang, och fick sitt nu gällande namn av Nian He Xia. Bonia saxatilis ingår i släktet Bonia och familjen gräs. Inga underarter finns listade i Catalogue of Life.